# Baía da Salga
Baía da Salga, Vila de São Sebastião, ilha Terceira
A baía da Salga a que corresponde a Zona Balnear da Salga é uma baía localizada na costa sul da ilha Terceira, na freguesia vila de São Sebastião, município de Angra do Heroísmo.
Trata-se de uma baía histórica dado ter sido o palco da famosa Batalha da Salga, contenda travada no dia 25 de julho de 1581 entre uma força militar de desembarque castelhana e as tropas que, em nome de D. António I de Portugal, pretendente ao trono de Portugal defendiam a ilha Terceira em oposição à união pessoal com Castela, no contexto da crise de sucessão de 1580.
Junto a esta baía existe um monumento a Brianda Pereira, mulher que se destacou durante a contenda dado que à frente de um grupo de mulheres soltou sobre o Exército Espanhol que já se encontrava em parte desembarcado uma manada de touros bravos, obrigando o exército a retornar às embarcações e a retirar.
Graças a este acontecimento a ilha Terceira conseguiu resistir aos invasores durante mais dois anos. Período esse em que a ilha Terceira foi o único território português independente.
Actualmente está transformada em zona de lazer ostentando nas suas imediações um parque de campismo, um porto de pequena dimensão e uma piscina natural.
Existe também nas proximidades a Casa de Brianda Pereira que representa para a história da ilha Terceira um local quase de culto à vitória e a preserverança.
Esta zona balnear é classificado pelo Governo Regional dos Açores através do Decreto Regulamentar Regional n.º 1/2005/A de 15 de Fevereiro de 2005 e do Decreto Regulamentar Regional n.º 1/2005/A de 15 de Fevereiro, como zona “com uso intensivo, adjacentes ou não a aglomerados urbanos que detêm um nível elevado de infra-estruturas, apoios e ou equipamentos destinados a assegurar os serviços de utilização pública”.